# Burlington (Vermont)
Burlington város az Amerikai Egyesült Államokban, Vermontban, Chittenden megye székhelye. Ez az állam legnagyobb városa. A 2010-es népszámláláskor 42 417 lakosa volt, így ez a legkisebb népességű olyan amerikai város, ami a saját államán belül a legnagyobb népességűnek számít.
Burlington egyetemi város: itt található a University of Vermont (UVM) és a Champlain College, utóbbi egy kisebb magánfőiskola.
A város határain belül fekszik az UVM Medical Center, Vermont állam legnagyobb kórháza.
Szintén itt van Vermont legnagyobb repülőtere a Burlington Nemzetközi Repülőtér
2015-ben Burlington lett az első amerikai város, amely elektromos áramigényét teljes egészében megújuló energiaforrásokból fedezi.

## Története
Burlington nevének eredetét illetően két elmélet létezik. Az egyik szerint Richard Boyle, Burlington 3. grófjáról nevezték el; a másik szerint a név a gazdag és politikailag prominens New York-i Burling családra utal. Utóbbit alátámasztja, hogy a család nagy földterületeket birtokolt a város környékén, és ezeket a dokumentumok szerint Burlingtonnal azonos napon szerezte meg. Ugyanakkor arra nincs bizonyíték, hogy a Burling családnak Burlingtonban is lettek volna érdekeltségei.
Burlington a New Hampshire grants által érintett területek közé tartozott: ez alatt azon területeket értjük, amiket 1749 és 1764 között adott el Benning Wentworth, New Hampshire gyarmat kormányzója a telepeseknek; később ezekből jött létre Vermont. Burlingtont Wentworth 1763. június 7-én adta át Samuel Willisnek és 63 telepestársának. 1775 nyarán megkezdődött a letelepedés: a telepesek ekkor két vagy három fakunyhót építettek. Ebben az évben tört ki az amerikai függetlenségi háború, ami elodázta Burlington létrejöttét: állandó település csak a háború vége után, 1785-ben jött létre.
Az 1812-es brit–amerikai háború Vermontban – és egész Új-Angliában – népszerűtlen volt, ezek az államok ugyanis szoros kereskedelmi kapcsolatokat ápoltak Kanadával, ami brit gyarmatként a konfliktus ellentétes oldalán állt. Vermont és Új-Anglia többi állama sem nyújtott sem pénzügyi, sem hadi támogatást a háborúban. Vermontban ebben az időben a Föderalista Párt volt népszerű, amely ellenezte a háborút. A háború egy pontján az Egyesült Államok 5000 katonát helyezett Burlingtonba: ez több volt, mint a város akkori lakossága, ezért ellátásuk nehézséget jelentett. A katonák közül mintegy ötszázan meghaltak betegség következtében: ez akkoriban általánosnak számított a katonai táborok alacsony higiéniai szintje miatt. A katonák egy részét a University of Vermont főépületében szállásolták el; ma itt egy emléktábla emlékeztet erre.
1813. augusztus 2-án brit csapatok megtámadták Burlingtont Kanada felől. Ez egyrészt tekinthető a britek részéről egy bátor manővernek, amire az amerikaiak gyenge választ adtak; másrészt értelmezhető úgy, hogy a britek támadása volt gyenge, és ezért indokolt volt, hogy az amerikai csapatok ezt ignorálták. A tűzharc nagyjából tíz percig tartott, és nem volt egy halottja sem. Az amerikai védelem parancsnoka Thomas Macdonough tengerészhadnagy volt, aki később a Champlain-tavi csata hőse lett.
A település Champlain-tó parti helyzete révén fontos kikötővé és kereskedelmi központtá tudott alakulni, különösen a Champlain-csatorna 1823-as, az Erie-csatorna 1825-ös, és a Chambly-csatorna 1843-as megépítése után. (Az említett csatornák rendre a Champlain-tavat és a Hudson folyót, a Hudsont és az Erie-tavat, illetve a Szent Lőrinc-folyót és a Hudsont kötik össze.) A kikötők kapcsolódási pontot jelentettek a gőzhajók és a Rutland & Burlington Railroad illetve Vermont Central Railroad vasútvonalak között mind a teher-, mind pedig a személyforgalomban. Burlington ebben az időszakban nyüzsgő faipari központtá vált, 1865-től pedig városi (city) rangot kapott. Ezekben az években Burlingtonban számos színvonalas épületet emeltek, többek között Ammi B. Young, H.H. Richardson és McKim, Mead & White tervezésében.
Az 1860-as években Lawrence Barnes üzletember felismerte, hogy a városnak a pezsgő kereskedelmi élet miatt több kikötőre lett volna szüksége, ezért egy tulajdonában álló tóparti mocsaras területet kikötésre alkalmassá alakíttatott át: ez lett a Pine Street Barge Canal. Az évek során ez erősen szennyezetté vált az itt folyó energetikai tevékenységek következtében; a területet 2009-ben az Environmental Protection Agency Superfund-programjának keretében tisztították meg. Polgármesterré választása után Bernie Sanders elindított egy átfogó partszépítő programot: ebbe beletartozott új közparkok létesítése, egy 14,5 km (9 mérföld) hosszú kerékpárút és egy közösségi csónakház építése.
1901. szeptember 5-én Theodore Roosevelt alelnök tartott egy beszédet Burlingtonban. Kilenc nappal később Roosevelt az Amerikai Egyesült Államok elnöke lett, mert William McKinley elnök meghalt.

### A 20. század végétől napjainkig
A Ben & Jerry's jégkrémcéget 1978-ban alapították Burlingtonban, egy felújított benzinkútépületben. A cég később országos szintre lépett, számos további városban vannak üzletei.

## Földrajza

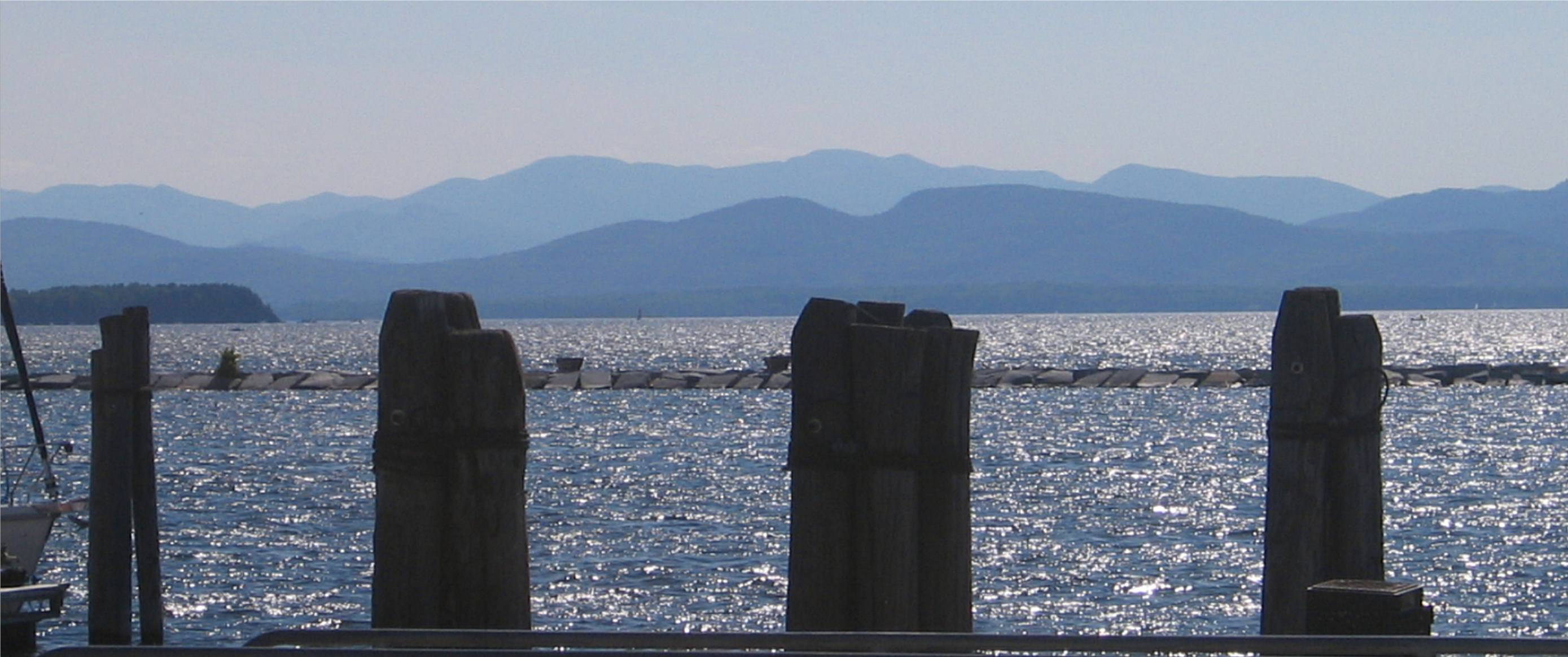
A Champlain-tó Burlington rakpartjáról, a háttérben a New York állambeli Adirondack-hegység

Burlington a Champlain-tó keleti partján fekszik, a Shelburne-öböltől északra. A Winooski-folyó torkolatától délre, egy nagyjából 10 km széles földsávon terül el.
A mai belváros helyén korábban egy nagy szurdok volt; ezt a 19. században töltötték fel, így téve lehetővé a város területi fejlődését.

## Városrészek
Burlington városrészei a lakosság számára jellemzően ismertek, ugyanakkor ez a felosztás nem bír semmilyen jogi vagy közigazgatási szereppel.
- Downtown (belváros): a város kereskedelmi központja. A Maple Streettől északra, a South Willard Streettől nyugatra, a Pearl Streettől délre helyezkedik el.
- Hill Section: Burlington leggazdagabb negyede. A South Union Streettől és a Shelburne Streettől keletre, a Main Streettől délre található; ide tartodik a Champlain College, viszont nem tartozik ide az UVM.[15]  Itt található továbbá a Burlington Country Club.
- The Intervale: az Intervale nem valódi városrész, hanem egy nagy kiterjedésű, farmokból és természetvédelmi területekből álló terület a Winooski-folyó mentén. Az Old North Endtől északra, a New North Endtől keletre fekszik; területe a legtöbb városrészénél nagyobb.
- New North End: Burlington legnépesebb városrésze, a városhoz északnyugati irányból csatlakozó kertváros. Ide tartoznak a Leddy Park az Ethan Allen Park és a North Beach. A vermonti 127-es autópályától nyugatra fekszik.
- Old North End: Burlington legrégebbi és legsűrűbben lakott negyede. A Pearl Streettől északra, a Hyde Streettől és a North Willard Streettől nyugatra fekszik; tartalmazza a Downtowntól északra, a University Districttől nyugatra, a New North Endtől és az Intervale-től délre fekvő területeket.
- South End: Régebben főleg ipari, napjainkban művésznegyed,[16] a Downtowntól délre, a Hill Sectiontől nyugatra. Itt fekszik a tóparti Oakledge Park, és itt van több országosan ismert burlingtoni cég székháza (pl. Burton Snowboards, Dealer.com).
- University District (egyetemi negyed): a Burlington Country Clubtól északra, a Winooski-folyótól délre, a Willard Streettől keletre, a Main Streettől északra, a Hill Section nagy részétől keletre helyezkedik el. Itt található a University of Vermont. A városrészben számos családi házat alakítottak át diáklakásokká.

## Népesség
2019-ben a városnak 42 819 lakosa volt; ők összesen 16 851 háztartásra oszlottak, így az egy háztartásban élők átlagos száma 2,13 volt.
A lakosság 85,7%-a fehér, 4,9%-a afroamerikai, 0,4%-a indián, 6,0%-a ázsiai (1,3% kínai, 1,1% bhutáni, 0,9% nepáli, 0,6% vietnámi, 0,5% indiai, 0,4% burmai, 0,3% indonéz, 0,2% koreai, 0,1% kambodzsai, 0,1% laoszi, 0,1% filippínó, 0,1% japán, 0,1% thai). A lakosság 2,6%-a latinó (0,7% Puerto Ricó-i, 0,4% mexikói, 0,3% dominikai, 0,2% kubai, 0,2% spanyol, 0,2% kolumbiai, 0,1% hondurasi, 0,1% perui, 0,1% argentin).

## Önkormányzat
Burlingtonban 1865 óta külön választják a polgármestert és a városi tanács tagjait; a város első polgármestere Albert L. Catlin volt.
A városi tanácsnak 12 tagja van, jelenleg (2021) a demokrata és progresszív képviselők alkotnak többséget. A polgármester 2012 óta a demokrata párti Miro Weinberger.
Bernie Sanders jelenlegi (2021) vermonti szenátor Burlington polgármestere volt 1981 és 1989 között. Sanders az 1981-es választáson legyőzte a tíz éve hivatalban lévő republikánus Gordon Paquette-et, és alapvetően megváltoztatta a város politikai életét. Az 1980-as években az önmagát szocialistaként meghatározó Sanders többszöri megválasztása felkeltette az országos média figyelmét. Háromszori újraválasztásával Sandersnek sikerült bizonyítania, hogy első – igen szoros – győzelme nem a véletlen eredménye volt. A Sanders-féle városvezetésben fiatal progresszívek játszották a főszerepet, köztük Peter Clavelle későbbi polgármester. Sanders 1989-től magasabb állami hivatalba lépését készítette elő (1991-től a Kongresszusa tagja lett), a polgármesterséget az 1989-es választást követően vette át tőle Clavelle. Clavelle Burlington leghosszabb hivatali idejű polgármestere: 1989 és 1993, majd 1995 és 2006 között volt hivatalban.
2021-ben a választók megszavazták, hogy a tanácstagokat a jövőben preferenciális szavazás útján válasszák meg.

## Testvérvárosok
- Arad, Izrael
- Betlehem, Betlehem kormányzóság, Palesztina
- Burlington, Ontario, Kanada
- Honfleur, Normandia, Franciaország
- Moss Point, Mississippi, USA[24]
- Puerto Cabezas, Nicaragua
- Jaroszlavl, Jaroszlavli terület, Oroszország[25]

## Fordítás
Ez a szócikk részben vagy egészben  a   Burlington, Vermont című angol Wikipédia-szócikk ezen változatának fordításán alapul.  Az eredeti cikk szerkesztőit annak laptörténete sorolja fel. Ez a jelzés csupán a megfogalmazás eredetét és a szerzői jogokat jelzi, nem szolgál a cikkben szereplő információk forrásmegjelöléseként.